# Hennadij Matuljak
Hennadij Vasyl'ovyč Matuljak (in ucraino Геннадій Васильович Матуляк?; sovente citato anche con la trasl. angl.: Gennady Matulyak; Martynivka, 29 aprile 1977 – Hlibivka, 25 febbraio 2022) è stato un aviatore e militare ucraino.

## Biografia
Durante l'invasione russa dell'Ucraina, distrusse una colonna di mezzi russi nella città di Hostomel'. Colpito poi dalla contraerea nemica al di fuori dalla città di Hlibivka (distretto di Vyšhorod, regione di Kiev), indirizzò il proprio velivolo, che stava cadendo sulle abitazioni della popolosa località, lontano dalle case e in direzione del bosco, salvando così decine di vite di civili innocenti. È stato sepolto dalla gente del posto nel bosco dietro il villaggio dove l'aereo si è schiantato. 
Matyulak è stato insignito del titolo di Eroe dell'Ucraina (alla memoria) e cavaliere dell'Ordine della Stella d'Oro.